# Maximiliano Bajter
Maximiliano Bajter, vollständiger Name Maximiliano Bajter Ugollini, (* 1. März 1986 in Montevideo) ist ein uruguayischer Fußballspieler.

## Karriere
Der 1,83 Meter große Mittelfeldakteur Bajter stand zu Beginn seiner Karriere im Jahr 2005 in Reihen der Reservemannschaft (Formativas) des Club Atlético Peñarol. Ab der Clausura 2006 gehörte er dem Profiteam der „Aurinegros“ an. Bis zum Ende der Apertura 2009 kam er dort saisonübergreifend in 51 Spielen der Primera División zum Einsatz und schoss vier Tore. Auch Spielbeteiligungen (kein Tor) in der Copa Libertadores 2009 werden für ihn geführt. Mitte Juli 2010 schloss Bajter sich Centro Atlético Fénix an. Für die Montevideaner bestritt er 24 Erstligapartien und erzielte vier Treffer. Anfang August 2011 lieh ihn der norwegische Erstligist Brann Bergen aus. Acht Liga- und zwei Pokaleinsätze jeweils ohne persönlichen Torerfolg stehen bei den Norwegern für ihn zu Buche. Im Januar 2011 kehrte Bajter zu Fénix zurück. Bis zum Ende der Apertura 2013 absolvierte er 19 weitere Begegnungen (kein Tor) in der höchsten uruguayischen Spielklasse. Im Januar 2013 wechselte Bajter zu Unión La Calera. Neunmal traf er bei den Chilenen in 32 Ligaeinsätzen ins generische Tor. Letztmals stand er am 7. Dezember 2013 in der Primera División auf dem Platz. Zudem wirkte er in zwei Partien (kein Tor) der Copa Chile mit. Ende Dezember 2013 verpflichtete ihn der mexikanische Verein CD Veracruz. Dort lief er achtmal in der Primera División und zweimal in der Copa México auf. Einen Pflichtspieltreffer erzielte er nicht. Ab Mitte August 2014 setzte Bajter seine Karriere in Bolivien bei The Strongest fort. Bei den Bolivianern wurde er in 24 Ligaspielen (sechs Tore) und sechs Begegnungen (kein Tor) der Copa Libertadores 2015 eingesetzt. Ab August 2015 war er erneut für Unión La Calera aktiv. Er bestritt 23 Erstligaspiele, bei denen er zweimal als Torschütze in Erscheinung trat. Seit Juli 2016 ist er Spieler des kolumbianischen Vereins Deportivo Pereira, für den er bislang (Stand: 25. Juli 2017) 15 Ligapartien (kein Tor) und vier Begegnungen (kein Tor) der Copa Colombia absolvierte.